# Giải thưởng Nhà nước đợt I (2000-2001)
Ngày 1 tháng 9 năm 2000, Chủ tịch nước Trần Đức Lương đã ban hành Quyết định số 391 KT/CTN tặng Giải thưởng Nhà nước cho 71 công trình và cụm công trình về khoa học, công nghệ.
Ngày 21 tháng 8 năm 2001, Chủ tịch nước Trần Đức Lương đã ban hành Quyết định số 611/2001/QĐ-CTN tặng Giải thưởng Nhà nước cho 174 tác phẩm, cụm tác phẩm, công trình, cụm công trình về văn học, nghệ thuật.

## Khoa học Công nghệ[1]

### Lĩnh vực Khoa học Nông nghiệp
1. Đánh giá tuyển chọn giống lúa kháng sâu bệnh, năng suất cao. Tác giả: PGS.TS. Lê Văn Thuyết, PGS.TS. Nguyễn Công Thuật, GS.TSKH. Hà Minh Trung, PGS.TS. Nguyễn Hữu Thuỵ, PGS.TS. Trần Huy Thọ, TS. Lê Văn Trịnh, TS. Nguyễn Văn Tuất, TS. Ngô Vĩnh Viễn, KS. Vũ Thị Hợi, ThS. Hoàng Phú Thịnh, PGS.TS. Tạ Minh Sơn, GS.TS. Phạm Văn Biên, KS. Lã Phạm Lân, KS. Nguyễn Quý Hùng và các cộng sự.
2. Nghiên cứu cơ sở khoa học ứng dụng liên hợp máy kéo làm việc ở ruộng lúa nước Việt Nam. Tác giả: PGS.TS. Nguyễn Điền, GS.TSKH. Phạm Văn Lang, PGS.TS. Nguyễn Xuân Ái, KS. Chu Xuân ấm, KS. Hoàng Thế Bảo, KS. Võ Thanh Bình, KS. Nguyễn Cao Đàm, KS. Bùi Thanh Hải, KS. Hoàng Việt Hưng, KS. Trần Quốc Khải, KS. Đỗ Văn Khéo, KS. Ngô Vi Khoát, KS. Phạm Đình Lạn, TS. Hồ Đông Lĩnh, KS. Lê Đức Lợi, KS. Nguyễn Minh, KS. Nguyễn Đăng Thân, KS. Trần Hưng Thịnh, PGS.ThS. Trịnh Ngọc Vĩnh, TS. Huỳnh Hữu Vinh.
3. Nghiên cứu trồng rừng phi lao chống cát di động ven biển Việt Nam. Tác giả: GS. Lâm Công Định.
4. Nghiên cứu tuyển chọn và phát triển giống keo lai. Tác giả: GS.TS. Lê Đình Khả.
5. Nghiên cứu tạo bò lai hướng sữa ở Việt Nam. Tác giả: GS.TS. Nguyễn Văn Thưởng, KS. Trần Doãn Hối, TS. Trần Trọng Thêm, TS. Nguyễn Kim Ninh, GS.TS. Nguyễn Văn Thiện, TS. Vũ Văn Nội, KS. Lê Văn Ngọc, PGS.TS. Lê Xuân Cương, TS. Lê Trọng Lạp, TS. Nguyễn Quốc Đạt, TS. Nguyễn Văn Đức, KS. Lê Việt Anh.
6. Nghiên cứu vịt thịt CV Super M ở Việt Nam. Tác giả: PGS.TS. Hoàng Văn Tiệu, TS. Lương Tất Nhợ, TS. Phạm Văn Trượng, TS. Dương Xuân Tuyển, KS. Nguyễn Công Quốc, TS. Nguyễn Đức Trọng, PGS.TS. Nguyễn Đăng Vang, ThS. Hoàng Thị Lan, TS. Lê Xuân Đồng, KS. Đinh Công Tiến.
7. Nghiên cứu xây dựng công nghệ sản xuất giống một số loài tôm biển. Tác giả: KS. Vũ Văn Toàn, KS. Nguyễn Cơ Thạch, TS. Hà Ký, GS.TS. Nguyễn Văn Thoa, TS. Lê Viễn Chí, TS. Vũ Văn Dũng và các cộng sự.
8. Nghiên cứu đánh giá nguồn lợi hải sản vùng biển Việt Nam. Tác giả: GS.TS Bùi Đình Chung, PGS.TS Phạm Thược, TS. Nguyễn Tiến Cảnh, CN. Phạm Ngọc Đẳng, CN. Nguyễn Hữu Đức.
9. Nghiên cứu một số chất dinh dưỡng bổ sung từ nông sản Việt Nam. Tác giả: GS.TSKH. Lê Doãn Diên, TSKH. Phan Quốc Kinh, DS. Phạm Đình Trung, DS. Trần Việt Trung, DS. Lê Thị Liên.

### Lĩnh vực Khoa học Y - Dược
1. Nghiên cứu bảo đảm ăn cho quân đội chiến đấu chống Mỹ cứu nước. Tác giả: Cục Quân nhu Tổng cục Hậu cần.
2. Đảm bảo quân y phục vụ Quân đội Nhân dân Việt Nam trong chiến tranh cứu nước và giữ nước. Tác giả: Cục Quân y Tổng cục Hậu cần.
3. Biện pháp phòng chống sốt rét ác tính thời kỳ chống Mỹ cứu nước (1965-1975) và thời kỳ hoà bình trong quân đội. Tác giả: GS.TSKH. Bùi Đại.
4. Nghiên cứu ứng dụng và phát triển phẫu thuật tạo hình trong ngoại khoa Việt Nam. Tác giả: GS.TSKH. Nguyễn Huy Phan.
5. Vắc-xin phòng tả. Tác giả: GS.TSKH. Đặng Đức Trạch.
6. Cải tiến cơ cấu và tổ chức bữa ăn. Tác giả: GS.BS. Từ Giấy.
7. Nghiên cứu một số kỹ thuật hỗ trợ phẫu thuật trong chiến tranh. Tác giả: GS.TS. Trương Công Trung.
8. Phẫu thuật cắt dây thần kinh 10 trong điều trị loét dạ dày tá tràng. Tác giả: GS.BS. Nguyễn Trinh Cơ.
9. Nghiên cứu kế hoạch hoá gia đình, chửa trứng và ung thư nguyên bào nuôi. Tác giả: GS.BS. Đinh Văn Thắng.
10. Nghiên cứu tổ chức ứng dụng KHCN thực hiện khống chế bệnh phong từng vùng ở Việt Nam. Tác giả: GS.BS. Lê Kinh Duệ.
11. Sản xuất các sinh phẩm chẩn đoán sinh học ứng dụng trong miễn dịch. Tác giả: GS.BS. Vũ Triệu An.
12. Nghiên cứu phát triển lý luận và hoàn thiện kỹ thuật phương pháp tân châm trong chữa bệnh. Tác giả: GS.BS. Nguyễn Tài Thu.
13. Nghiên cứu y học cổ truyền - kết hợp y học cổ truyền với y học hiện đại. Tác giả: GS.BS. Hoàng Bảo Châu.
14. Phẫu thuật phổi - lồng ngực. Tác giả: GS.BS. Hoàng Đình Cầu.
15. Khoa học công nghệ trực tiếp bảo đảm cho nhiệm vụ giữ gìn an toàn tin cậy lâu dài thi hài Chủ tịch Hồ Chí Minh. Tác giả: Bộ Tư lệnh bảo vệ Lăng Chủ tịch Hồ Chí Minh.
16. Phát hiện sớm, chẩn đoán nhanh và xử trí đúng các bệnh truyền nhiễm thường gặp và gây dịch để giảm bớt và ngăn chặn bệnh dịch ở Việt Nam. Tác giả: GS.BS. Trịnh Ngọc Phan.
17. Lão khoa. Tác giả: GS.BS. Phạm Khuê.
18. Nghiên cứu phòng bệnh, điều tra hạ thấp tỷ lệ tử vong trẻ em Việt Nam do ỉa chảy và suy dinh dưỡng. Tác giả: GS.BS. Chu Văn Tường.
19. Các công trình nghiên cứu áp dụng và cải tiến một số phương pháp phẫu thuật trong điều trị bệnh lý ngoại khoa ở trẻ em Việt Nam. Tác giả: GS.BS. Nguyễn Xuân Thụ.
20. X-quang của vết thương do bom bi và một số trường hợp bệnh giun đũa đường tiêu hoá. Tác giả: BS. Hoàng Sử.

### Lĩnh vực Khoa học Tự nhiên và Kỹ thuật
1. Nghiên cứu chế tạo vũ khí và máy chuyên dùng sản xuất vũ khí của xưởng quân giới Quân khu 9 trong kháng chiến chống Mỹ (1954 - 1975). Tác giả: Xưởng quân giới Quân khu 9, Cục Kỹ thuật Quân khu 9, Bộ Quốc phòng.
2. Nghiên cứu chế tạo cải tiến vũ khí đạn dược của phân phòng quân giới phân khu miền Tây Nam Bộ trong thời kỳ kháng chiến chống Pháp (1945 - 1954). Tác giả: Phân phòng quân giới phân khu miền Tây Nam Bộ, Cục Kỹ thuật Quân khu 9, Bộ Quốc phòng.
3. Thiết kế chế tạo hỏa thuật, hỏa cụ trong kháng chiến. Tác giả: Viện nghiên cứu Quân giới và Phòng Kỹ thuật Cục quân giới, Tổng cục Công nghiệp Quốc phòng, Bộ Quốc phòng; Viện Thiết kế vũ khí, Viện Kỹ thuật Quân sự và Phòng Quân giới B2, Bộ Quốc phòng.
4. Cụm công trình "Nghiên cứu thiết kế chế tạo các loại mìn, lựu đạn, thủ pháo và thiết bị điều khiển nổ có tính năng đặc biệt trong kháng chiến". Tác giả: Viện Nghiên cứu quân giới, Viện Thiết kế vũ khí, Viện Kỹ thuật Quân sự và Phòng Quân giới B2, Bộ Quốc phòng.
5. Thiết kế chế tạo vũ khí nòng trơn. Tác giả: Phòng Kỹ thuật Cục Quân giới, Viện Thiết kế vũ khí, Z111, Z123, Z125 và Z129, Tổng cục Công nghiệp Quốc phòng, Bộ Quốc phòng.
6. Thiết kế chế tạo súng bộ binh có rãnh xoắn. Tác giả: Viện Thiết kế Vũ khí và Z 111, Tổng cục Công nghiệp Quốc phòng, Cục Cơ yếu Bộ Tổng tham mưu, Bộ Quốc phòng.
7. Nghiên cứu khoa học công nghệ trong xây dựng và phát triển khoa học kỹ thuật mật mã Việt Nam để đảm bảo bí mật thông tin phục vụ lãnh đạo chỉ huy quân đội qua các thời kỳ. Tác giả: Cục Cơ yếu Bộ Tổng tham mưu, Bộ Quốc phòng.
8. Cải tiến lò cao sản xuất phân bón nung chảy bằng nhiên liệu than antraxit nội địa thay thế than coke nhập ngoại. Tác giả: KS. Nguyễn Văn Việt, KS. Bùi Quang Lanh.
9. Cửa van tự động và bán tự động trong công trình thuỷ lợi vừa và nhỏ. Tác giả: GS.TS. Trương Đình Dụ, KS. Trần Tuấn Bửu.
10. Các vật liệu tổ hợp chất lượng cao có sử dụng nguyên liệu Việt Nam. Tác giả: GS.TSKH. Trần Vĩnh Diệu, PGS. TS. Lê Thị Phái, TS. Bùi Chương.
11. Nghiên cứu sản xuất các loại dầu mỡ bôi trơn và bảo quản, dầu phanh và một số chất lỏng chuyên dụng sử dụng thích hợp ở điều kiện Việt Nam. Tác giả: PGS.TS. Đỗ Huy Định và các cộng sự.
12. Nghiên cứu chế tạo thuốc nổ ANFO chịu nước. Tác giả: KS. Ngô Văn Tùng và các cộng sự.
13. Nghiên cứu chế tạo và hoàn thiện dây chuyền công nghệ sản xuất bột Manhêtit làm chất tạo huyền phù cho các nhà máy tuyển than. Tác giả: KS. Hoàng Minh Hùng, TS. Lê Việt Dũng, Cục Quản lý xe máy và Viện Kỹ thuật Cơ giới quân sự, Tổng cục Kỹ thuật, Bộ Quốc phòng.
14. Nghiên cứu thiết kế chế tạo đồng hóa các loại phụ tùng bảo đảm cho xe máy quân sự trong thời kỳ chống Mỹ cứu nước và xây dựng quân đội (1965-1990). Tác giả: Cục Quản lý xe máy và Viện Kỹ thuật Cơ giới quân sự, Tổng cục Kỹ thuật, Bộ Quốc Phòng.
15. Nghiên cứu các giải pháp công nghệ mới đạt hiệu quả cao trong sửa chữa phục hồi hệ động lực, vỏ tàu chiến và tàu biển có tải trọng lớn. Tác giả: Xí nghiệp Liên hợp Ba Son, Tổng cục Công nghiệp Quốc phòng, Bộ Quốc phòng.
16. Thiết kế chế tạo máy mã thoại số. Tác giả: KS. Thượng tá Đỗ Thị Anh Hà.
17. Các vật liệu và công nghệ bảo quản vũ khí, trang bị, khí tài quân sự. Tác giả: Viện Hoá kỹ thuật và Trung tâm Kỹ thuật Hoá dầu và Phụ gia thuộc Viện Kỹ thuật Quân sự, Bộ Quốc Phòng.

### Lĩnh vực Khoa học Xã hội và Nhân văn
1. Việt Nam, một thiên lịch sử. Tác giả: BS. Nguyễn Khắc Viện.
2. Cụm công trình về cải cách bộ máy hành chính nhà nước. Tác giả: GS. Đoàn Trọng Truyến.
3. Tìm về cội nguồn (2 tập). Tác giả: GS. Phan Huy Lê.
4. Cụm công trình về văn học Việt Nam hiện đại và lý luận văn học: Về văn học hiện đại: 1) Nam Cao đời văn và tác phẩm; 2) Khảo luận văn chương. Về lý luận văn học: 3) Thơ và mấy vấn đề trong thơ Việt Nam hiện đại; 4) C. Mác, Ph. ănghen, V.I. Lênin và một số vấn đề lý luận văn nghệ. Tác giả: GS. Hà Minh Đức.
5. Tuyển tập Trương Chính (về Văn học Việt Nam - 2 tập). Tác giả: PGS. Trương Chính.
6. Cụm công trình về Văn hoá Việt Nam: 1) Xã thôn Việt Nam; 2) Tìm hiểu tính cách dân tộc. Tác giả: GS. Nguyễn Hồng Phong.
7. Cụm công trình về Văn hoá Việt Nam: 1) Văn hoá Việt Nam, cách tiếp cận mới; 2) Thử tìm hiểu tính cách Nguyễn Du trong Truyện Kiều. Tác giả: PGS. Phan Ngọc.
8. Cụm công trình: Ngôn ngữ với văn hoá và xã hội: 1) Cuộc sống trong ngôn ngữ; 2) Ngôn ngữ và đời sống xã hội - văn hoá. Tác giả: GS. Hoàng Tuệ.
9. Quang Trung anh hùng dân tộc (1788-1792). Tác giả: Hoa Bằng.
10. Cụm công trình Lịch sử ngoại giao và chống ngoại xâm cổ - trung đại Việt Nam: 1) Nguyễn Trãi đánh giặc cứu nước; 2) Việt Nam ba lần đánh Nguyên toàn thắng; 3) Quang Trung - Nguyễn Huệ; 4) Lược sử ngoại giao Việt Nam các thời trước. Tác giả: Nguyễn Lương Bích.
11. Cụm công trình về phong trào Tây Sơn và Anh hùng dân tộc Nguyễn Huệ: 1) Cách mạng Tây Sơn. 2) Nguyễn Huệ, con người và sự nghiệp. Tác giả: GS. Văn Tân.
12. Cụm công trình nghiên cứu về Dân tộc học và Tôn giáo: 1) Quan hệ giữa các tộc người trong một quốc gia dân tộc; 2) Những vấn đề dân tộc và tôn giáo ở Việt Nam. Tác giả: GS. Đặng Nghiêm Vạn.
13. Người Thái ở Tây Bắc Việt Nam. Tác giả: Cầm Trọng.
14. Cụm công trình về Kế thừa di sản lịch sử, phát huy Chủ nghĩa anh hùng cách mạng Việt Nam: 1) Chủ nghĩa anh hùng cách mạng Việt Nam; 2) Chúng ta kế thừa di sản nào? Tác giả: GS. Văn Tạo.
15. Cụm công trình về giáo dục học và từ điển tiếng Việt. Tác giả: GS.Nguyễn Lân.
16. Cụm công trình về lý luận văn học. Tác giả: GS.TS. Bùi Văn Ba.
17. Cụm công trình từ vựng và ngữ nghĩa tiếng Việt: 1) Giáo trình Việt ngữ, tập II; 2) Từ vựng -ngữ nghĩa tiếng Việt; 3) Cơ sở ngữ nghĩa học từ vựng; 4) Các bình diện của từ và từ tiếng Việt. Tác giả: GS.TS. Đỗ Hữu Châu.
18. Cụm công trình Nghiên cứu, phê bình văn học Việt Nam hiện đại: 1) Mấy vấn đề về phương pháp tìm hiểu phân tích thơ Chủ Tịch Hồ Chí Minh; 2) Nhà văn, tư tưởng và phong cách; 3) Con đường đi vào thế giới nghệ thuật của nhà văn. Tác giả: GS. Nguyễn Đăng Mạnh.
19. Cụm công trình về lý luận dạy - học văn học. Tác giả: GS.TS. Phan Trọng Luận.
20. Cụm công trình về thi pháp học hiện đại và thi pháp văn học Việt Nam: 1) Thi pháp thơ Tố Hữu; 2) Những thế giới nghệ thuật thơ; 3) Lý luận và phê bình văn học; 4) Dẫn luận thi pháp học. Tác giả: GS.TS. Trần Đình Sử.
21. Cụm công trình: 1) Đến hiện đại từ truyền thống; 2) Nho giáo và văn học Việt Nam trung - cận đại. Tác giả: PGS. Trần Đình Hượu.
22. Từ điển Việt - Anh. Tác giả: PGS. Bùi Phụng.
23. Văn học dân gian các dân tộc ít người. Tác giả: PGS. Võ Quang Nhơn.
24. Nghệ thuật sử dụng pháo hoả tiễn mang vác A12, H12, DKB của bộ đội Pháo binh trong cuộc kháng chiến chống Mỹ cứu nước. Tác giả: Bộ Tư lệnh Pháo binh, Bộ Quốc phòng.
25. Sử dụng bộ đội đặc công trong nhiệm vụ tác chiến. Tác giả: Bộ Tư lệnh Đặc công, Bộ Quốc phòng.

## Văn học Nghệ thuật

### Văn học[2]
- Anh Thơ (các tập thơ: Hoa dứa trắng, Quê chồng và truyện thơ Kể chuyện Vũ Lăng).
- Bàn Tài Đoàn (tập thơ Muối của cụ Hồ và Tuyển tập Bàn Tài Đoàn).
- Bảo Định Giang (các tập thơ: Đường Giải phóng, Ca dao Bảo Định Giang và tác phẩm nghiên cứu Văn thơ yêu nước Nam Bộ).
- Bằng Việt (các tập thơ: Hương cây - Bếp lửa, Bếp lửa - Khoảng trời, Đất sau mưa).
- Bùi Hiển (hồi kí Bạn bè một thuở; các tập truyện ngắn: Ánh mắt, Ngơ ngẩn mùa xuân; Tuyển tập Bùi Hiển).
- Chu Văn (các tiểu thuyết: Bão biển, Đất mặn và Tuyển tập Chu Văn).
- Đào Vũ (các tiểu thuyết: Cái sân gạch, Vụ lúa chiêm, Con đường mòn ấy, Lưu lạc).
- Đỗ Chu (các tập truyện ngắn: Hương cỏ mật, Phù sa, Mảnh vườn xưa hoang vắng).
- Đoàn Giỏi (tiểu thuyết Đất rừng phương Nam, truyện dài Cá bống mú và tập truyện ngắn Hoa hướng dương).
- Đoàn Văn Cừ (tập thơ Đường về quên mẹ và Tuyển tập Đoàn Văn Cừ).
- Giang Nam (các tập thơ: Quê hương, Hạnh phúc từ nay, Thành phố chưa dừng chân).
- Giáo sư Hà Minh Đức (các tác phẩm nghiên cứu: Thơ và mấy vấn đề trong thơ Việt Nam hiện đại, Hiện thực cách mạng và sáng tạo thi ca, Đi tìm chân lý nghệ thuật).
- Thiếu tướng Hồ Phương (truyện ngắn Cỏ non, bộ tiểu thuyết 2 tập Những tầm cao, các tiểu thuyết: Kan Lịch, Cánh đồng phía Tây).
- Hoàng Trung Thông (các tập thơ: Quê hương chiến đấu, Mời trắng và Tuyển tập Hoàng Trung Thông).
- Đại tá Hữu Mai (các tiểu thuyết: Vùng trời gồm 3 tập, Ông cố vấn gồm 3 tập, Cao điểm cuối cùng).
- Hữu Thỉnh (các trường ca: Đường tới thành phố, Thư mùa đông; tập Thơ Hữu Thỉnh).
- Kim Lân (các tập truyện ngắn: Con chó xấu xí, Nên vợ nên chồng và Tuyển tập Kim Lân).
- Lê Anh Xuân (các tập thơ: Tiếng gà trưa, Hoa dừa và trường ca Nguyễn Văn Trỗi).
- Giáo sư, nhà giáo Nhân dân Lê Đình Kỵ (các tác phẩm lí luận: Đường vào thơ, Truyện Kiều và chủ nghĩa hiện thực và Tuyển tập Lê Đình Kỵ).
- Lê Lựu (các tiểu thuyết Người cầm súng, Thời xa vắng, Mở rừng).
- Lê Vĩnh Hòa (tập truyện ngắn Người tị nạn và Tuyển tập Lê Vĩnh Hòa).
- Ma Văn Kháng (các tiểu thuyết: Mùa lá rụng trong vườn, Trăng soi sân nhỏ, Đồng bạc trắng hoa xòe).
- Mạc Phi (tập Truyện bản Mường và tiểu thuyết 2 tập Rừng động).
- Đại tá Nguyên Ngọc (Nguyễn Trung Thành) (tiểu thuyết Đất nước đứng lên, truyện ngắn Rừng xà nu, ký Trên quê hương những anh hùng Điện Ngọc và kịch bản phim Đường mòn Hồ Chí Minh trên biển).
- Nguyễn Đức Mậu (các tập thơ: Cây xanh đất lửa, Cánh rừng nhiều đom đóm bay và Trường ca sư đoàn).
- Nguyễn Khoa Điềm (các tập thơ: Đất ngoại ô, Ngôi nhà có ngọn lửa ấm và trường ca Mặt đường khát vọng).
- Nguyễn Kiên (các tập truyện ngắn: Trong làng, Vụ mùa chưa gặt, Trái cam trong lòng tay).
- Nguyễn Thị Ngọc Tú (các tiểu thuyết: Đất làng, Hạt mùa sau, Ảo ảnh trắng).
- Nguyễn Trọng Oánh (tiểu thuyết 2 tập Đất trắng và tập thơ Ngày đẹp nhất).
- Nguyễn Xuân Sanh (các tập thơ: Tiếng hát quê ta, Sáng thơ, Nghe bước xuân về, Đất nước và lời ca và Tuyển tập Nguyễn Xuân Sanh).
- Phạm Hổ (tiểu thuyết Ra khơi, 15 tập truyện Chuyện hoa chuyện quả và Tuyển tập Phạm Hổ).
- Phạm Tiến Duật (các tập thơ: Thơ một chặng đường, Ở hai đầu núi, Vầng trăng quầng lửa).
- Giáo sư, Tiến sĩ Khoa học Phương Lựu (các tác phẩm lí luận: Khơi dòng lý thuyết, Trên đà đổi mới văn hóa văn nghệ, Hệ thống quan niệm văn học cổ điển Việt Nam).
- Quang Dũng (tập thơ Mây đầu ô, truyện ký Nhà đồi và Tuyển tập Quang Dũng).
- Thanh Hải (các tập thơ: Những đồng chí kiên trung, Tuyển thơ Thanh Hải).
- Thanh Thảo (tập thơ Dấu chân qua trảng cỏ và các trường ca: Những người đi tới biển, Những ngọn sóng mặt trời).
- Thu Bồn (các trường ca: Bài ca chim Chrao, Tuyến trường ca và tiểu thuyết Dưới đám mây màu cánh vạc).
- Trần Bạch Đằng (Nguyễn Trường Thiên Lý) (tập thơ Bài ca khởi nghĩa, tiểu thuyết Chân dung một quản đốc, bộ tiểu thuyết Ván bài lật ngửa (Giữa biển giáo rừng gươm) gồm 2 tập).
- Trần Đăng Khoa (các tập thơ: Góc sân và khoảng trời, Bên cửa sổ máy bay và Thơ Trần Đăng Khoa).
- Trần Hữu Thung (các tập thơ: Đồng Tháp tháng Tám, Anh vẫn hành quân, Sen quê Bác).
- Võ Huy Tâm (các tiểu thuyết: Vùng mỏ, Những người thợ mỏ).
- Vũ Cao (các tập thơ: Đèo trúc, Núi Đôi).
- Vũ Tú Nam (các tập truyện ngắn: Quê hương, Mùa xuân tiếng chim, Sống với thời gian hai chiều và Tuyển tập Vũ Tú Nam).
- Viễn Phương (trường ca Chiến thắng Hòa Bình, tập truyện ký Quê hương địa đạo và Tuyển tập thơ Viễn Phương).
- Xuân Thiều (tiểu thuyết Thôn ven đường và các tập truyện ngắn: Gió từ miền cát, Xin đừng gõ cửa).
- Xuân Quỳnh (các tập thơ: Gió lào cát trắng, Hoa cỏ may, Tự hát).

### Âm nhạc[cần dẫn nguồn]
- Doãn Nho
- Hồ Bắc (các ca khúc: Làng tôi, Giữ mãi tuổi xuân, Sài Gòn quật khởi, Bến cảng quê hương tôi và hợp xướng Ca ngợi Tổ quốc).
- Hồng Đăng (các ca khúc: Biển hát chiều nay, Hoa sữa, Quà tháng năm, Kỷ niệm thành phố tuổi thơ và hợp xướng Lửa rực cháy).
- Đại tá Nguyên Nhung
- Phạm Minh Tuấn
- Giáo sư, Tiến sĩ, Nghệ sĩ Nhân dân Quang Hải
- Tân Huyền
- Tô Hải
- Trần Chung
- Văn An (các ca khúc: Đường lên Tây Bắc, Quân đội ta quân đội anh hùng, Thái Văn A đứng đó, Đôi dép Bác Hồ, Nhịp cầu nối những bờ vui).
- Văn Ký
- Phó Đức Phương (các ca khúc: Những cô gái quan họ, Hồ trên núi, Một thoáng Tây Hồ, Nha Trang thu, Trên đỉnh Phù Vân).
- Nguyễn Tài Tuệ
- Huy Thục
- Tô Vũ
- Nguyễn Thị Nhung

### Sân khấu[cần dẫn nguồn]
- Nghệ sĩ Nhân dân, Đạo diễn Ngô Y Linh
- Giáo sư, Nghệ sĩ Nhân dân, Đạo diễn Trần Bảng
- Trúc Đường
- Lê Duy Hạnh
- Mịch Quang
- Xuân Trình

### Mỹ thuật[cần dẫn nguồn]
Hội họa
- Đặng Đức Sinh
- Đinh Trọng Khang
- Đường Ngọc Cảnh
- Huỳnh Văn Thuận
- Hoàng Trầm
- Lê Thị Kim Bạch
- Giáo sư, Nhà giáo Nhân dân Lương Xuân Nhị
- Lưu Công Nhân
- Mai Văn Hiến
- Nguyễn Đức Nùng
- Nguyễn Hiêm
- Nguyễn Thanh Châu
- Nguyễn Thụ
- Nguyễn Trọng Hợp
- Nguyễn Trọng Kiệm
- Nguyễn Văn Bình
- Nguyễn Văn Y
- Phạm Văn Đôn
- Phan Kế An
- Quang Thọ
- Tạ Thúc Bình
- Thái Hà (Nguyễn Như Huân)
- Trần Đình thọ
- Phó Giáo sư Trần Huy Oánh
- Trần Lưu Hậu
- Nhà giáo Ưu tú Trần Thanh Ngọc
- Văn Đa
- Vũ Duy Nghĩa
- Phó Giáo sư Vũ Giáng Hương

Điêu khắc
- Hứa Tử Hoài
- Lê Công Thanh
- Tạ Quang Bạo

### Múa
- Nghệ sĩ Nhân dân, Biên đạo, Đạo diễn Chu Thúy Quỳnh (với cụm tác phẩm Suối đàn T’rưng, Những cô gái Việt Nam, Hương xuân).[3]
- Nghệ sĩ Nhân dân, Biên đạo Y Brơm (với các tác phẩm: Múa trống Tây Nguyên, Múa khiên, Múa giã gạo đêm trăng).[4]

### Nhiếp ảnh[5]
- Triệu Đại (1920 - 1992): Bộ ảnh về Điện Biên Phủ: Phất cờ trên nóc hầm Đờ-cát-tơ-ri.

- Nguyễn Đình Ưu (1918 - 2001):  Bộ ảnh quân Pháp rút khỏi Hà Nội; Tác phẩm “Nữ dân quân”.

### Văn nghệ dân gian
- Phó Giáo sư Ninh Viết Giao [6]

### Kiến trúc[cần dẫn nguồn]
- Giáo sư, Kiến trúc sư Ngô Huy Quỳnh (cuốn sách: Lịch sử kiến trúc Việt Nam).
- KTS Nguyễn Văn Ninh
- KTS Nguyễn Ngọc Chân
- KTS Đoàn Văn Minh
- KTS Nguyễn Quang Nhạc
- KTS Trần Đình Quyền
- KTS Trần Đức Nhuận
- KTS Lê Đình Hiệp
- KTS Nguyễn Văn Tất
- KTS Đàm Trung Phường
- KTS Nguyễn Hữu Thiện
- KTS Nguyễn Thúc Hoàng